# Mestaruussarja 1931
Die Mestaruussarja 1931 war die zweite Spielzeit der finnische Fußballmeisterschaft seit deren Einführung im Jahre 1930. Sie wurde unter acht Mannschaften in einer einfachen Runde vom 2. August bis 27. September ausgespielt. Meister wurde Titelverteidiger Helsingfors IFK vor Helsingin Palloseura.

## Teilnehmende Mannschaften
| Langname             | Kürzel | Ort      | Vorjahr    |
| -------------------- | ------ | -------- | ---------- |
| Helsingfors IFK      | HIFK   | Helsinki | Meister    |
| Turku PS             | TPS    | Turku    | 2. Platz   |
| Helsingin Palloseura | HPS    | Helsinki | 3. Platz   |
| Viipurin Palloseura  | ViPS   | Viipuri  | 4. Platz   |
| Vaasan Palloseura    | VPS    | Vaasa    | 5. Platz   |
| Kronohagens IF       | KIF    | Helsinki | 6. Platz   |
| Viipurin Sudet       | Sudet  | Viipuri  | Aufsteiger |
| HJK Helsinki         | HJK    | Helsinki | Aufsteiger |

## Abschlusstabelle
| Pl. | Verein               | Sp. | S | U | N | Tore    | Quote | Punkte |
| --- | -------------------- | --- | - | - | - | ------- | ----- | ------ |
| 1.  | Helsingfors IFK (M)  | 7   | 7 | 0 | 0 | 029:900 | 3,22  | 14:0   |
| 2.  | Helsingin Palloseura | 7   | 4 | 2 | 1 | 022:120 | 1,83  | 10:40  |
| 3.  | Turku PS             | 7   | 3 | 2 | 2 | 014:130 | 1,08  | 08:60  |
| 4.  | Vaasan Palloseura    | 7   | 2 | 3 | 2 | 022:190 | 1,16  | 07:70  |
| 5.  | Kronohagens IF       | 7   | 3 | 1 | 3 | 016:200 | 0,80  | 07:70  |
| 6.  | Viipurin Sudet (N)   | 7   | 1 | 2 | 4 | 014:220 | 0,64  | 04:10  |
| 7.  | HJK Helsinki (N)     | 7   | 0 | 3 | 4 | 012:160 | 0,75  | 03:11  |
| 8.  | Viipurin Palloseura  | 7   | 0 | 3 | 4 | 007:250 | 0,28  | 03:11  |

| (M) | amtierender Meister |
| (N) | Neuaufsteiger       |

## Kreuztabelle
| 1931 | 1931                 | HIF | HPS | TPS | VPS | KIF | SUD | HJK | VIP  |
| 1.   | Helsingfors IFK      |     | 3:2 | –   | 3:1 | 3:2 | –   | –   | 11:0 |
| 2.   | Helsingin Palloseura | –   |     | 5:1 | –   | –   | 7:2 | 3:2 | –    |
| 3.   | Turun Palloseura     | 1:2 | –   |     | 0:0 | 6:2 | 3:2 | –   | –    |
| 4.   | Vaasan Palloseura    | –   | 2:2 | –   |     | 3:4 | –   | 5:5 | 7:2  |
| 5.   | Kronohagens IF       | –   | 2:2 | –   | –   |     | –   | 2:1 | 2:1  |
| 6.   | Viipurin Sudet       | 1:4 | –   | –   | 3:4 | 4:2 |     | –   | 1:1  |
| 7.   | HJK Helsinki         | 2:3 | –   | 0:1 | –   | –   | 1:1 |     | –    |
| 8.   | Viipurin Palloseura  | –   | 0:1 | 2:2 | –   | –   | –   | 1:1 |      |

## Meistermannschaft
Folgende Spieler gehörten der Meistermannschaft Helsingfors IFK an:
- Gunnar Åström, Charles Holmberg,  Ernst Grönlund, Frans Karjagin, Leo Karjagin, Gösta Lesch, Axel Lindbäck, Ragnar Lindbäck, Torsten Lindholm, Jarl Malmgren, Gunnar Närhinen, Alfons Nylund, Holger Salin, Harald Sundqvist, Torsten Svanström.

## Torschützenkönig
Holger Salin (HIFK) wurde mit elf Toren zum zweiten Mal in Folge Torschützenkönig der Mestaruussarja.